# Публий Корнелий Калуса
Публий Корнелий Калуса (на латински: Publius Cornelius Calussa) e политик на Римската република през 4 век пр.н.е.
Произлиза от фамилията Корнелии. През 332 пр.н.е. той става понтифекс максимус.